# No quiero escuchar
«No quiero escuchar» es un sencillo de la cantante madrileña Lydia, publicado en 1999. Fue la canción que representó a España en el Festival de la Canción de Eurovisión 1999 en Jerusalén.

## Historia de la canción
En la década de 1990, TVE solía elegir su representante en el Festival de Eurovisión de manera interna. A pesar de que en un principio se apuntaba como candidata a Rosario Mohedano, sobrina de Rocío Jurado, con la canción "Leré leré", la televisión pública desmintió los rumores y escogió a Lydia. Esta cantante madrileña, apadrinada artísticamente por Alejandro Sanz, era entonces una de las más conocidas dentro del panorama pop español, había lanzado dos álbumes (disco de platino y oro respectivamente) y gozaba de presencia en emisoras como Los 40 Principales, por lo que su elección fue vista como un intento de que el público juvenil viese el Festival.
Según explicó Lydia en 2004, este tema, compuesto por su hermano y producido por el mismo productor que Alejandro Sanz, no era el único que había pensado para Eurovisión ni el más adecuado, pero TVE se decantó finalmente por él.
La canción sonó en las radios españolas y en diferentes programas de TVE como "Música sí" y "Hyakutake". Para su promoción, se realizó en videoclip grabado en Barcelona.

### El Festival
Era el primer festival en años en el que se estableció la libre elección de idioma, la segunda edición en la que la mayoría de países usaban el "televoto" y la primera en que se suprimió la orquesta. 
Lydia actuó en tercera posición en el Palacio de Congresos de Jerusalén, capital de Israel, que había ganado el año anterior con Dana International. España sólo recibió 1 punto, por parte del televoto de Croacia. Finalizó en última posición (23º). La ganadora fue la sueca Charlotte Nilsson con "Take me to your heaven".
Durante el directo, Lydia tuvo que vestir un diseño de Ágatha Ruiz de la Prada consistente en un traje largo de una sola pieza y de vivos colores que simulaban un arcoíris. Del escote parecía salir un corazón. Los cuatro coristas iban de negro. Esta estética contrastaba radicalmente con la imagen con la que Lydia promocionó la canción en televisión y en el videoclip. La elección del traje fue duramente criticada por la prensa e incluso visto como culpable de la posición alcanzada, y le valió el premio "Barbara Dex" al peor vestuario del año, galardón otorgado desde 1997 por una web especializada en el certamen mediante votación popular.
El resultado supuso un punto de inflexión para los medios de comunicación y parte de la sociedad que comenzó a cuestionarse la continuidad del país en Eurovisión, con fuertes críticas al vestido de Lydia, la eliminación de la orquesta en directo, la sustitución del jurado profesional por un sistema de voto telefónico e incluso a los coristas que acompañaron a Lydia. A pesar de ello, TVE no abandonó el festival de música por tener una plaza asegurada y por la buena audiencia del programa, con un 35% de share en 1999 (siendo el programa más visto del sábado, superando al partido del Barcelona con el Athletic Club). Además, tan sólo cuatro años antes, en 1995, España había sido subcampeona, y en 1997 ocupó la sexta plaza.

### Después del festival
Lydia continuó su carrera musical con el sello Warner Music, pero ésta se vio afectada por la última posición obtenida en el eurofestival. En 2001 puso la voz a uno de los anuncios más conocidos del año (Iberia) con el tema "Across the universe". En 2002 publicó su último álbum en solitario, Si no me pides la vida, y aparcó su carrera profesional durante un tiempo para regresar años después como cantante de musicales y colaboraciones puntuales con otros artistas como El Chojín. En 2008 se convirtió en la vocalista del grupo Presuntos Implicados, en sustitución de Soledad Giménez, con quienes obtuvo una nominación al Grammy Latino.
Después de la posición cosechada por la representación española, Televisión Española suspendió su método de selección interna. En 2000 la cadena organizó una preselección pública (Eurocanción) por primera vez desde 1976, del mismo modo que ya hacían otros países para elegir a su representante. Ya en 2002 comenzaría Operación Triunfo, sucediéndose después varios formatos más de selección por parte de TVE a fin de encontrar la mejor fórmula.
Lydia habló por primera y única vez en televisión sobre el festival en Destino Eurovisión, en 2004, asegurando que, pese a todo, siempre estará orgullosa de haber participado en el certamen europeo.